# Сага о Харальде Серая Шкура
«Сага о Харальде Серая Шкура» или «Сага о Харальде Сером Плаще» (исл. Haralds saga gráfeldar) — произведение средневековой исландской литературы, созданное в XIII веке. Одна из «королевских саг», вошедших в сборник «Круг Земной», который традиционно приписывают Снорри Стурлусону. Рассказывает о Харальде Серая Шкура, правившем Норвегией в 960/61—975/76 годах.
Главные герои саги — сыновья норвежского короля Эйрика Кровавая Секира (в первую очередь Харальд Серая Шкура), речь идёт об их междоусобной борьбе и взаимоотношениях с хладирскими ярлами. Частично сага пересекается с «Сагой об Олаве сыне Трюггви». Её время действия — приблизительно 960/61—975/76 годы. Важную роль в сюжете играет вдова Эйрика Гуннхильд Мать Конунгов, которую автор изображает как властную женщину, возбудительницу распрей.
Автор саги использовал в своей работе более ранние произведения того же жанра — «Сагу о Хладирских ярлах», «Сагу об Олаве сыне Трюггви» монаха Одда, «Красивую кожу», «Обзор саг о норвежских конунгах». Кроме того, его источниками были скальдические стихи — в частности, поэмы Эйвинда Погубителя Скальдов, Глума Гейрасона, Эйнара Звон Весов.